# Okres Gudauta
Okres Gudauta je nižší územně-správní celek Abcházie, uznávaný jak abchazskou separatistickou vládou, tak centrální gruzínskou vládou v Tbilisi. Okres sousedí na západě s okresem Gagra a dělí je od sebe řeka Bzyb na svém dolním toku. Na východní straně sousedí s okresem Suchumi a společnou hranici tvoří obtížně prostupný vysokohorský terén. Na severní straně sousedí s Ruskem. Okresním městem je Gudauta.
V celém okrese žije dle údajů ze sčítání lidu z roku 2011 celkem 36 775 obyvatel, nicméně před vypuknutím Gruzínsko-abchazského konfliktu v roce 1989 měla oblast 57 334 obyvatel a tenkrát mělo abchazské obyvatelstvo v tomto okrese jako v jediném nadpoloviční většinu, avšak těsnou. V současnosti je v okrese Gudauta naprostá většina obyvatel již jen abchazské národnosti.
V Gudautě se nachází ruská letecká základna, která spravuje letiště Bombora.

## Geografie
Převážná většina území je tvořena horským zalesněným terénem a vysokohorským skalnatým terénem, protkaným pastvinami s panenskou přírodou. Většina obyvatel je tudíž soustředěna do úzké nížiny na pobřeží Černého moře a horská oblast je přístupná pouze po silnici podél řeky Bzyb, dále pak už jen pěšky po neznačených cestách.
V okolí jezera Rica až na sever k hraničnímu přechodu s Ruskem se nachází Rická přírodní rezervace a na východě okresu se nachází Přírodní rezervace Pschu-Gumista, která však z větší části zasahuje do okresu Suchumi. Další přírodní rezervací je přímořská oblast Picunda-Mysra se skalnatým pobřežím.
V horách pramení řeka Bzyb a několik malých potůčků, které se vlévají rovnou do Černého moře.

## Seznam představitelů okresu Gudauta
V čele okresní rady stáli:
| Pořadí      | Jméno           | Od              | Do              |
| 1.          | Said Tarkil     | před 1994       | 1999            |
| 2.          | Lev Šamba       | 1999            | 16. června 2003 |
| 3.          | Beslan Dbar     | 16. června 2003 | 29. března 2005 |
| 4.          | Daur Vozba      | 29. března 2005 | 23. února 2011  |
| 5.          | Valerij Malija  | 23. února 2011  | 23. října 2014  |
| 6.          | Ruslan Ladarija | 23. října 2014  | 23. dubna 2020  |
| (úřadující) | Vianor Tanija   | 23. dubna 2020  | 19. května 2020 |
| 7.          | Bagrat Bodžgva  | 19. května 2020 | dosud           |

## Demografie
Dle sčítání lidu z roku 2011 byla skladba obyvatelstva v okrese následující:
- Abchazové (81,9 %)
- Arméni (10,0 %)
- Rusové (5,0 %)
- Gruzíni (1,4 %)
- Ukrajinci (0,4 %)
- Pontští Řekové (0,3 %)
- ostatní (1,0 %)

## Seznam měst a obcí

### Města
- Gudauta - okresní město
- Nový Athos

### Sídla městského typu
- Mysra

### Obecní centra
- Aacy
- Abgarchuk
- Ačandara
- Amžikuchva
- Anchva
- Barmyš
- Blabyrchva
- Ckvara
- Durypš
- Džirchva
- Chuap
- Chypsta
- Kaldachvara
- Kulanyrchva
- Lychny
- Mcara
- Mgudzyrchva
- Othara
- Psyrdzcha
- Zvandrypš